# Пичингуші
Пичингуші (рос. Пичингуши) — село в Лукояновському районі Нижньогородської області Російської Федерації.
Населення становить 208 осіб. Входить до складу муніципального утворення Большеарська сільрада.

## Історія
Від 2009 року входить до складу муніципального утворення Большеарська сільрада.

## Населення
| 2002 | 2010 |
| ---- | ---- |
| 238  | ↘208 |